# 第72次長期滞在
第72次長期滞在（だい72じちょうきたいざい、Expedition 72）は72回目の国際宇宙ステーションでの長期滞在。このミッションは2024年9月23日のソユーズ MS-25の出発で開始され、2度目のISS指揮官となるスニータ・ウィリアムズが指揮を引き継いだ。このミッションではISSで行われている広範な科学研究を継続し、生物学、人体生理学、物理学、材料科学など、さまざまな分野に焦点を当てる。クルーは宇宙ステーションのシステムの保守とアップグレードも実施した。

## 背景、クルー、イベント
この長期滞在にはロスコスモスの宇宙飛行士アレクセイ・オヴチニン、イワン・ワグネル、アレクサンドル・ゴルブノフ、NASAの宇宙飛行士バリー・E・ウィルモア、スニータ・ウィリアムズ、ドナルド・ペティ、ニック・ヘイグが参加している。
ウィルモアとウィリアムズはボーイング有人飛行試験ミッションの一部の短期訪問のために2024年6月6日にステーションに到着した。しかしながら、宇宙船に技術的な問題が発生し無人で地球に帰還し、ウィリアムズとウィルモアは第71/72次長期滞在に加わることになった。
オブチニンおよびワグネル、ペティはソユーズ MS-26に搭乗して9月11日にステーションに到着した。
移行期間のあと、スペースX Crew-8が10月23日に出発した。
ヘイグとゴルブノフはスペースX Crew-9に搭乗して9月29日にステーションに到着した。Crew-9とCrew-8の間の引き継ぎは通常よりもながい期間が当てられた。追加の期間は、Crew-8のドラゴンカプセルからウィルモアとウィリアムズが緊急避難するために加えられた臨時のシートを取り除くために使用された。Crew-8の出発はハリケーン・ミルトンとその他のいくつかの嵐の影響によるフロリダ周辺海域の着水ゾーンの悪天候によってさらに遅延した。度重なる遅延の結果、10月23日に出発したCrew-8はこれまでで最長のドラゴン宇宙船のミッションとなった。
第72次長期滞在では3回の船外活動が実施された。2024年12月19日にはオブチニンとワグネルが外部に設置された科学システムのための7時間17分のEVAを行った。2025年1月16日にはヘイグとウィリアムズがメンテナンスとアップグレードを種とした6時間のEVAを完了した。このEVAは、2024年6月に起きたEMUでの漏洩によって船外活動が打ち切られて以来1年ぶりのアメリカによる正規の活動時間のEVAとなった。最後のEVAは1月30日にウィリアムズとウィルモアによって5時間26分の船外活動で高周波アンテナアセンブリーの取り外しとして行われた。このEVA中に、ウィルモアは女性宇宙飛行士の通算船外活動時間の新記録を打ち立てた。
ウィリアムズは宇宙ステーションの指揮権を、自らの帰還の準備のために3月7日にオブチニンに引き継いだ。3月16日にNASAの宇宙飛行士アン・マクレインとニコール・エアーズ、JAXAの宇宙飛行士大西卓哉およびロスコスモスの宇宙飛行士キリル・ペスコフが搭乗したスペースX Crew-10が到着した。このミッションではCrew-9からの引き継ぎが通常よりも短い2日間で行われた。これは、食糧などの資源を節約し、メキシコ湾で着水のための短期間の好天を確保する必要から、その後の補給飛行の遅延によって短縮されたものである。Crew-9はウィルモアとウィリアムズを乗せて3月18日に出発した。
ロスコスモスの宇宙飛行士セルゲイ・リジコフとアレクセイ・ズブリツキイ、NASAの宇宙飛行士ジョニー・キムが2025年4月8日にソユーズ MS-27に搭乗して到着した。引き継ぎ期間のあと、第72次長期滞在は、2025年4月19日にオブチニン、ワグネルおよびペティが搭乗したソユーズ MS-26の出発によって終了した。

## クルー
| フライト                | クルー                                                     | 第1期              | 第2期                  | 第3期                       | 第4期              | 第5期                 | 第6期                | 第7期              |
| フライト                | クルー                                                     | 2024年9月23日-29日 | 2024年9月29日-10月23日 | 2024年10月23日-2025年3月7日 | 2024年3月7日-16日  | 2025年3月16日-3月19日 | 2025年3月19日-4月8日 | 2025年4月8日-19日  |
| ----------------------- | ---------------------------------------------------------- | ------------------ | ---------------------- | --------------------------- | ------------------ | --------------------- | -------------------- | ------------------ |
| ソユーズ MS-26          | アレクセイ・オヴチニン、ロスコスモス 3回目の宇宙飛行       | フライトエンジニア | フライトエンジニア     | フライトエンジニア          | 指揮官             | 指揮官                | 指揮官               | 指揮官             |
| ソユーズ MS-26          | イワン・ワグネル、ロスコスモス 2回目の宇宙飛行             | フライトエンジニア | フライトエンジニア     | フライトエンジニア          | フライトエンジニア | フライトエンジニア    | フライトエンジニア   | フライトエンジニア |
| ソユーズ MS-26          | ドナルド・ペティ、NASA 4回目の宇宙飛行                     | フライトエンジニア | フライトエンジニア     | フライトエンジニア          | フライトエンジニア | フライトエンジニア    | フライトエンジニア   | フライトエンジニア |
| スペースX Crew-8        | マシュー・ドミニク、NASA 1回目の宇宙飛行                   | フライトエンジニア | フライトエンジニア     | 帰還後                      | 帰還後             | 帰還後                | 帰還後               | 帰還後             |
| スペースX Crew-8        | マイケル・バラット、NASA 3回目の宇宙飛行                   | フライトエンジニア | フライトエンジニア     | 帰還後                      | 帰還後             | 帰還後                | 帰還後               | 帰還後             |
| スペースX Crew-8        | ジャネット・エップス、NASA 1回目の宇宙飛行                 | フライトエンジニア | フライトエンジニア     | 帰還後                      | 帰還後             | 帰還後                | 帰還後               | 帰還後             |
| スペースX Crew-8        | アレクサンダー・グレベンキン、ロスコスモス 1回目の宇宙飛行 | フライトエンジニア | フライトエンジニア     | 帰還後                      | 帰還後             | 帰還後                | 帰還後               | 帰還後             |
| ボーイング有人飛行試験  | バリー・E・ウィルモア、NASA 3回目の宇宙飛行                | フライトエンジニア | フライトエンジニア     | フライトエンジニア          | フライトエンジニア | フライトエンジニア    | 帰還後               | 帰還後             |
| ボーイング有人飛行試験  | スニータ・ウィリアムズ、NASA 3回目の宇宙飛行               | 指揮官             | 指揮官                 | 指揮官                      | フライトエンジニア | フライトエンジニア    | 帰還後               | 帰還後             |
| スペースX Crew-9        | ニック・ヘイグ、NASA 2回目の宇宙飛行                       | 搭乗前             | フライトエンジニア     | フライトエンジニア          | フライトエンジニア | フライトエンジニア    | 帰還後               | 帰還後             |
| スペースX Crew-9        | アレクサンドル・ゴルブノフ、ロスコスモス 1回目の宇宙飛行   | 搭乗前             | フライトエンジニア     | フライトエンジニア          | フライトエンジニア | フライトエンジニア    | 帰還後               | 帰還後             |
| スペースX Crew-10       | アン・マクレイン、NASA 2回目の宇宙飛行                     | 搭乗前             | 搭乗前                 | 搭乗前                      | 搭乗前             | フライトエンジニア    | フライトエンジニア   | フライトエンジニア |
| スペースX Crew-10       | ニコール・エアーズ、NASA 1回目の宇宙飛行                   | 搭乗前             | 搭乗前                 | 搭乗前                      | 搭乗前             | フライトエンジニア    | フライトエンジニア   | フライトエンジニア |
| スペースX Crew-10       | 大西卓哉、JAXA 2回目の宇宙飛行                             | 搭乗前             | 搭乗前                 | 搭乗前                      | 搭乗前             | フライトエンジニア    | フライトエンジニア   | フライトエンジニア |
| スペースX Crew-10       | キリル・ペスコフ、Roscosmos 1回目の宇宙飛行                | 搭乗前             | 搭乗前                 | 搭乗前                      | 搭乗前             | フライトエンジニア    | フライトエンジニア   | フライトエンジニア |
| ソユーズ MS-27 （計画） | セルゲイ・リジコフ、ロスコスモス 3回目の宇宙飛行           | 搭乗前             | 搭乗前                 | 搭乗前                      | 搭乗前             | 搭乗前                | 搭乗前               | フライトエンジニア |
| ソユーズ MS-27 （計画） | アレクセイ・ズブリツキイ、ロスコスモス 1回目の宇宙飛行     | 搭乗前             | 搭乗前                 | 搭乗前                      | 搭乗前             | 搭乗前                | 搭乗前               | フライトエンジニア |
| ソユーズ MS-27 （計画） | ジョニー・キム、NASA 1回目の宇宙飛行                       | 搭乗前             | 搭乗前                 | 搭乗前                      | 搭乗前             | 搭乗前                | 搭乗前               | フライトエンジニア |